# Kubilay Yilmaz
Kubilay Yilmaz (sinh ngày 9 tháng 7 năm 1996) là một cầu thủ bóng đá Áo thi đấu cho Spartak Trnava ở vị trí tiền đạo.

## Sự nghiệp câu lạc bộ
Anh sinh ra ở Thổ Nhĩ Kỳ. Khi 1 tuổi, anh chuyển đến Vienna cùng bố mệ. Anh nói được 4 thứ tiếng: Thổ Nhĩ Kỳ, Anh, Đức, Séc.

### Spartak Trnava
Yilmaz ra mắt tại Slovak First Football League cho Spartak Trnava trước MFK Zemplín Michalovce ngày 21 tháng 2 năm 2017.